# Subhuti
Subhuti er ifølge traditionen et prominent medlem af den første sangha (munkeorden). Subhuti, den som forstår Buddhas lære; om verden som tom.